# Julius Mermagen

Selbstbildnis; Öl auf Holz

Julius Mermagen (* 18. August 1874 in München; † 28. Juli 1954 ebenda) war ein deutscher Maler.

## Werdegang
Julius Mermagen studierte nach dem Besuch der Gewerblichen Zeichenschule von 1889 bis 1894 Dekorationsmalerei an der Königlichen Kunstgewerbeschule in der Münchner Luisenstraße unter der damaligen Leitung von Prof. von Lange. Nach erfolgreichem Abschluss seiner Ausbildung ging Mermagen zunächst als Erster Zeichner zur Firma Engelhard & Radeweg nach Elberfeld. Anschließend unterrichtete er ab 1897 zunächst als Dozent an der dortigen Kunstgewerbeschule die Fächer Dekorationsmalerei und Pflanzenzeichnen. Im Jahr 1900 weilte er zu einem Studienaufenthalt bei Moritz Meurer in Rom. 1914 wurde Mermagen der Professoren-Titel verliehen. Mit Kollegen zusammen begründete Mermagen die „Bergische Künstlergenossenschaft“.

## Arbeiten
Zu den Werken von Julius Mermagen zählen vor allem Landschaften, Blumen, Portraits, Stillleben und Zeichnungen. Viele seiner Werke entstanden in Elberfeld.
- Weihnachtsteller 1917. Der Stern von Bethlehem. Blaumalerei. Entwurf Prof. Julius Mermagen für Rosenthal Kunst-Abteilung
- Fliederzweig 1943, Aquarell
- Blumenstilleben mit Sommerblumen, 1954. Blumenstilleben mit Sommerblumen. Öl auf Leinwand.